# Observatorio Torre Alta del Amazonas

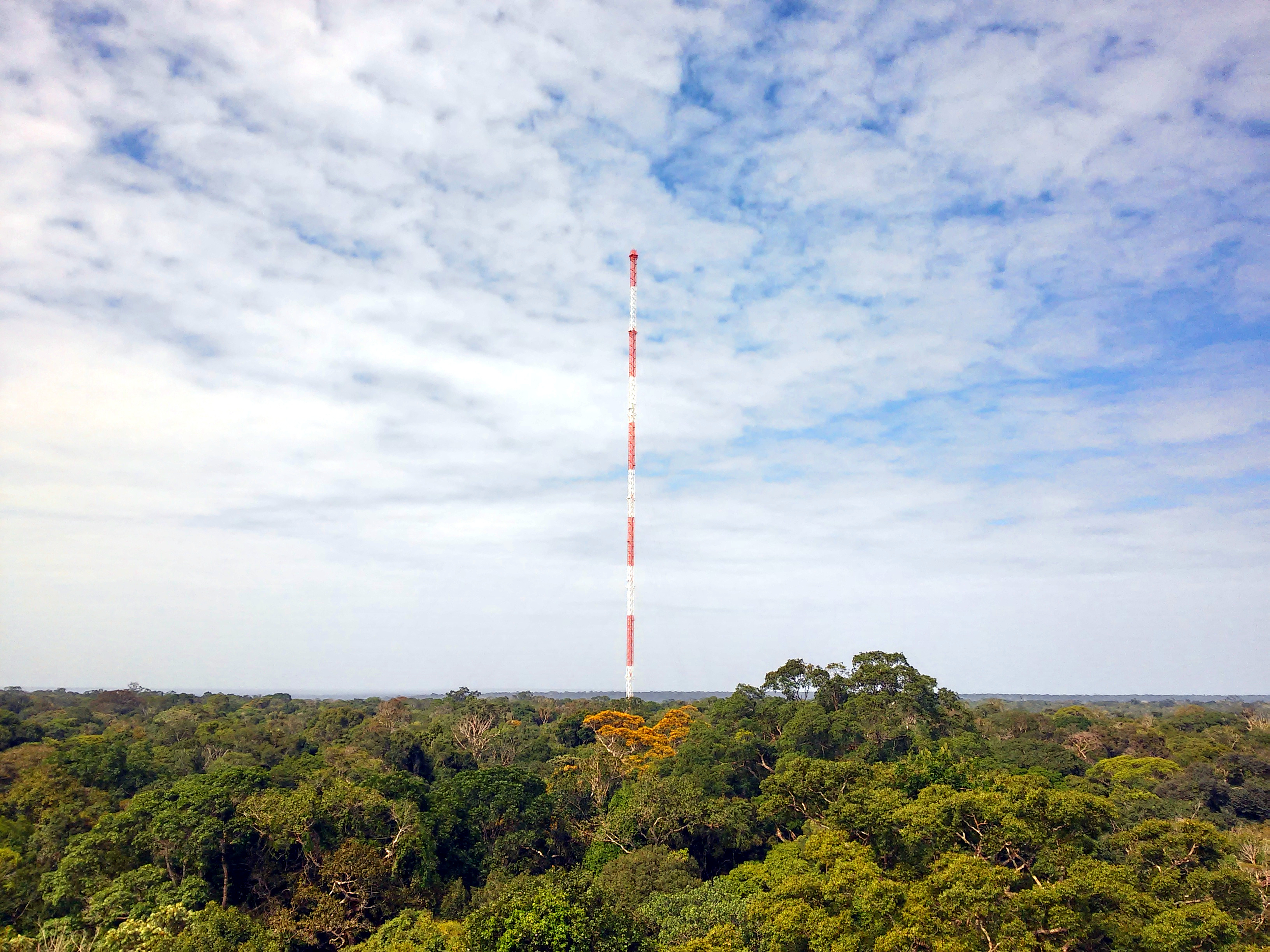
La torre alta vista sobre el dosel arbóreo

El Observatorio Torre Alta del Amazonas (ATTO, por sus siglas en inglés; en portugués: Observatório de Torre Alta da Amazônia) es una instalación de investigación científica localizada en la selva amazónica, en Brasil. La infraestructura incluye una torre de 325 metros,  para comparar los datos obtenidos a nivel del suelo con otros sobre el dosel arbóreo de la selva, y otras dos de menor tamaño (80 metros) que se utilizan para tomar otro tipo de mediciones. Además de las torres, la instalación consta de laboratorios construidos en contenedores, un campamento base y diferentes puntos de muestreo en las cercanías de la estación para el estudio de la vegetación y suelo circundantes. La torre principal es un metro mayor que la torre Eiffel y es actualmente la edificación más alta de Sudamérica.
Todas las torres constan de un amplio catálogo de instrumentos para medir las propiedades físico-químicas de la atmósfera, la concentración de gases de efecto invernadero, aerosoles e información sobre meteorología. La intención es que estos datos reflejen las interacciones entre el bosque y la atmósfera, ámbito en el que en la actualidad hay muy pocas investigaciones.

## Historia
El primer antecedente a este proyecto es el artículo publicado por Eneas Salati y Peter Vose en 1984 bajo el nombre de “Amazon Basin: A System in Equilibrium”. Esta investigación ya delataba las incipientes amenazas contra la integridad del ecosistema amazónico. Esta situación se ha visto claramente agravada por la urbanización de la cuenca amazónica y la deforestación. Científicos alemanes y brasileños desarrollaron la idea del proyecto y obtuvieron la inversión necesaria en verano del 2010. Una vez encontrado el sitio idóneo para la creación de una instalación con estas características se comenzó a trabajar en el acceso a este.
Para las mediciones atmosféricas piloto, se construyó un mástil triangular de 81 m sujeto por alambres. Actualmente se utiliza para el análisis de aerosoles. Una vez construida la primera torre, se procedió a la construcción del campamento, con una capacidad de 30 personas.
Dos años después se construyeron la segunda torre de 80 m, que actualmente se emplea para la búsqueda de gases traza y mediciones meteorológicas, y los laboratorios, que se instalaron bajo ambas torres. En agosto de 2015 se celebró la inauguración de la torre de 325 m. Posteriormente se han realizado sucesivas mejoras relacionadas con energía, la construcción de más laboratorios, etc.

## Descripción
El observatorio es un proyecto conjunto entre Alemania y Brasil, coordinado por el Instituto Max Plank para la Biogeoquímica por la sección alemana y por el Instituto Nacional de Investigaciones de la Amazonía (INP) por la brasileña. Otros importantes centros asociados son el Instituto de Química Max Planck, la Universidad del Estado de Amazonas (UEA, Universidade do Estado do Amazonas), y más de 20 institutos de investigación y universidades distribuidos por todo el globo. La inversión inicial de 8,4 millones de euros fue dividida equitativamente entre Alemania y Brasil).
El complejo se encuentra en una localidad remota la selva, estando a unos 150km del área urbana de tamaño considerable más cercana, Manaus, la capital del estado de Amazonas, permitiendo así que el complejo se encuentre en un entorno natural sano pero con un acceso fácil para el transporte de materiales o el tránsito del personal. El área circundante de la estación es una llanura situada entre valles de afluentes del Amazonas que está escasamente afectada por la acción humana. De hecho, se encuentra en el área protegida de Uatumã, de forma que esta área está protegida por la ley, evitando el riesgo de que esa sección de la selva sea deforestada en un futuro próximo. 
Los datos obtenidos del instrumental y muestreos de campo realizados en torno al complejo proporcionan información sobre 100km² de selva virgen. No obstante, los datos no siempre reflejan el aire tal y como sería en una época preindustrial. Durante la estación lluviosa la dirección predominante del viento es noreste (procedente del Atlántico). Las ciudades más cercanas en esa dirección son Santarém y Belém (a distancias de 500 y 900km, respectivamente) y al estar tan lejos su influencia en la atmósfera de la región es mínima. Sin embargo, durante la estación seca, la dirección del viento cambia al este o sureste y hace que el ATTO se encuentre bajo la influencia de áreas deforestadas o de cultivo, por lo que la polución atmosférica se vuelve fácilmente perceptible. Además, esta es la época en la que los incendios (naturales y provocados) son más frecuentes.
Otra torre con características similares fue previamente construida en la Taiga siberiana, en Rusia. ZOTTO (Zotino Tall Tower Observation Facility). También se estudian los aerosoles y gases de efecto invernadero, con el interés añadido por los compuestos liberados del permafrost.

## Objetivos
El objeto del estudio es investigar diferentes procesos a pequeña y gran escala, tanto a nivel químico (estudio de aerosoles, COV…), geológico (pedología) y biológico (estudios de flora y microbioma).
Actualmente se están llevando a cabo múltiples 11 proyectos relacionados con estos objetivos.
1. Obtener medidas regionales de gases con carbono (CO2, CH4, CO y COV) para comprender el ciclo del carbono en la zona y observar la influencia antrópica sobre este.
2. Detectar y estudiar los gases de efecto invernadero de origen antropogénico y biogénico a nivel troposférico.
3. Realizar mediciones continuas de gases traza y aerosoles para mejorar nuestra comprensión de la química y la física atmosféricos del Amazonas, haciendo especial énfasis en el ciclo de vida de estos en el Amazonas.
4. Determinar los flujos verticales de gases traza y aerosoles desde la base hasta el extremo de las torres para determinar las tasas de intercambio biosfera-atmósfera.
5. Estudiar las turbulencias y procesos de transporte en las zonas bajas de la atmósfera y la influencia de la cobertura vegetal.
6. Desarrollar y validar modelos sobre dinámica vegetal, la delimitación de diferentes niveles atmosféricos y modelos descriptivos de los flujos de calor, humedad, aerosoles y gases traza.
7. Contrastar la información de satélites comparando con los datos obtenidos sobre la corteza terrestre.

La comprensión de estos procesos a nivel local es especialmente relevante por el papel del Amazonas en el clima global. Asimismo, los datos obtenidos servirán para la creación de modelos de predicción y para reconocer la importancia del Amazonas en el sistema climático global.

## Resultados

### Ciclo del carbono
Dada la magnitud de este reservorio de carbono, es evidente que los bosques tropicales, especialmente el Amazonas, tienen el potencial de jugar un papel crucial en el cambio climático por su capacidad de obtener o ceder grandes cantidades de carbono. Esto es de vital importancia dentro del actual escenario de explotación de tierras para el cultivo u otros usos.

### Ciclo del agua
Siendo el caudal del río Amazonas 5 veces el del río Congo es evidente que hay una gran cantidad de agua en la cuenca amazónica, estando esta en forma de los cuerpos de agua o en suelos, plantas y la atmósfera. La mayor parte de la humedad procede del océano Atlántico si bien en la zona occidental la evapotranspiración vegetal cobra importancia (Spracklen et al., 2012). La deforestación y la utilización de antiguos bosques a modo de pastizales alteran los índices de evaporación y, por lo tanto, la forma y la cantidad de nubes, alterando en consecuencia los patrones de precipitación del continente.

### Meteorología
Las precipitaciones no solo varían drásticamente en función de la estación, sino que también hay cambios sustanciales año tras año.

### Flujo de aerosoles y gases de efecto invernadero
Mediciones continuas de CO2, CO y CH4 a cinco alturas han revelado el importante efecto de la fotosíntesis y la respiración. El CO2 y el CO se acumulan durante la noche bajo el dosel arbóreo. Durante el día se observan dos fenómenos, por un lado, el CO2 se mantiene bajo mínimos como resultado de las altas tasas fotosintéticas. Además, durante el día se aprecia un pequeño gradiente de CO2, CH4 y CO que denota que la fuente de estos gases está en el suelo.
En cuanto a COV, hay un pico de isopreno en el dosel arbóreo durante las horas de más intensidad lumínica. Durante la época húmeda hay largos periodos donde predominan los aerosoles biogénicos, que se juntan con otras partículas transportadas por los vientos procedentes del noreste (polvo del Sahara, humo de incendios en África occidental, aerosoles marinos del Atlántico…). Durante la estación seca abundan los aerosoles procedentes de quema de combustibles. Los bosques también son importantes sumideros de ozono troposférico.